# Changp’ung
Changp’ung (kor. 장풍군, Changp’ung-gun) – powiat w Korei Północnej, w prowincji Hwanghae Północne. W 2008 roku liczył 69 104 mieszkańców. Graniczy z powiatami: T’osan od północy, Ch’ŏrwŏn (prowincja Kangwŏn) na północnym wschodzie, z miastem Kaesŏng i powiatem Kŭmch’ŏn na zachodzie, a na południu z powiatem Yŏnch’ŏn w stanowiącej terytorium Korei Południowej prowincji Gyeonggi.

## Historia
Przed wyzwoleniem Korei spod okupacji japońskiej, tereny należące do powiatu wchodziły w skład powiatów Kaep’ung i Changdan. Po wyzwoleniu Korei w 1945 roku, w listopadzie tego samego roku wydzielono powiat Changp’ung. Powstał on z terenów miejscowości (kor. myŏn) Yŏngnam, Yŏngbuk, Puk (powiat Kaep’ung), Changdo, Daegang, Kangsang, Sonam i Daenam (powiat Changdan). Po podziale prowincji Hwanghae w październiku 1954 roku powiat wszedł w skład prowincji Hwanghae Północne. W marcu 1960 roku stał się administracyjnie częścią miasta Kaesŏng, a rok później w marcu 1961 powiększył się o 6 wsi dotychczas leżących w powiecie Ch’ŏrwŏn (prowincja Kangwŏn). W czerwcu 2006 roku wraz z powiatem Kaep’ung ponownie włączony do prowincji Hwanghae Północne.

## Podział administracyjny powiatu
W skład powiatu wchodzą następujące jednostki administracyjne:
| Nazwa jednostki administracyjnej | Rodzaj jednostki administracyjnej | Chosŏn’gŭl | Hancha   |
| -------------------------------- | --------------------------------- | ---------- | -------- |
| Changp’ung-ŭp                    | miasteczko                        | 장풍읍     | 長豊邑   |
| Chaha-ri                         | wieś                              | 자하리     | 紫霞里   |
| Guhwa-ri                         | wieś                              | 구화리     | 九化里   |
| Sŏkch’on-ri                      | wieś                              | 석촌리     | 石村里   |
| Changjwa-ri                      | wieś                              | 장좌리     | 長佐里   |
| Kagok-ri                         | wieś                              | 가곡리     | 佳谷里   |
| Sipt’an-ri                       | wieś                              | 십탄리     | 十灘里   |
| Wŏlgo-ri                         | wieś                              | 월고리     | 月古里   |
| Taedŏk-ri                        | wieś                              | 대덕산리   | 大德山里 |
| Sasi-ri                          | wieś                              | 사시리     | 沙是里   |
| Koŭp-ri                          | wieś                              | 고읍리     | 古邑里   |
| Kukhwa-ri                        | wieś                              | 국화리     | 菊花里   |
| Rimgang-ri                       | wieś                              | 림강리     | 臨江里   |
| Sŏkdun-ri                        | wieś                              | 석둔리     | 席屯里   |
| Solhyŏn-ri                       | wieś                              | 솔현리     | 率賢里   |
| Kwijon-ri                        | wieś                              | 귀존리     | 貴存里   |
| Raengjŏng-ri                     | wieś                              | 랭정리     | 冷井里   |
| Kach'ŏn-ri                       | wieś                              | 가천리     | 佳川里   |
| Changhak-ri                      | wieś                              | 장학리     | 獐鶴里   |
| Saam-ri                          | wieś                              | 사암리     | 沙岩里   |
| Rabu-ri                          | wieś                              | 라부리     | 羅浮里   |
| Hangdong-ri                      | wieś                              | 항동리     | 項洞里   |
| Segol-ri                         | wieś                              | 세골리     | 세골里   |